# Lucius Funisulanus Vettonianus

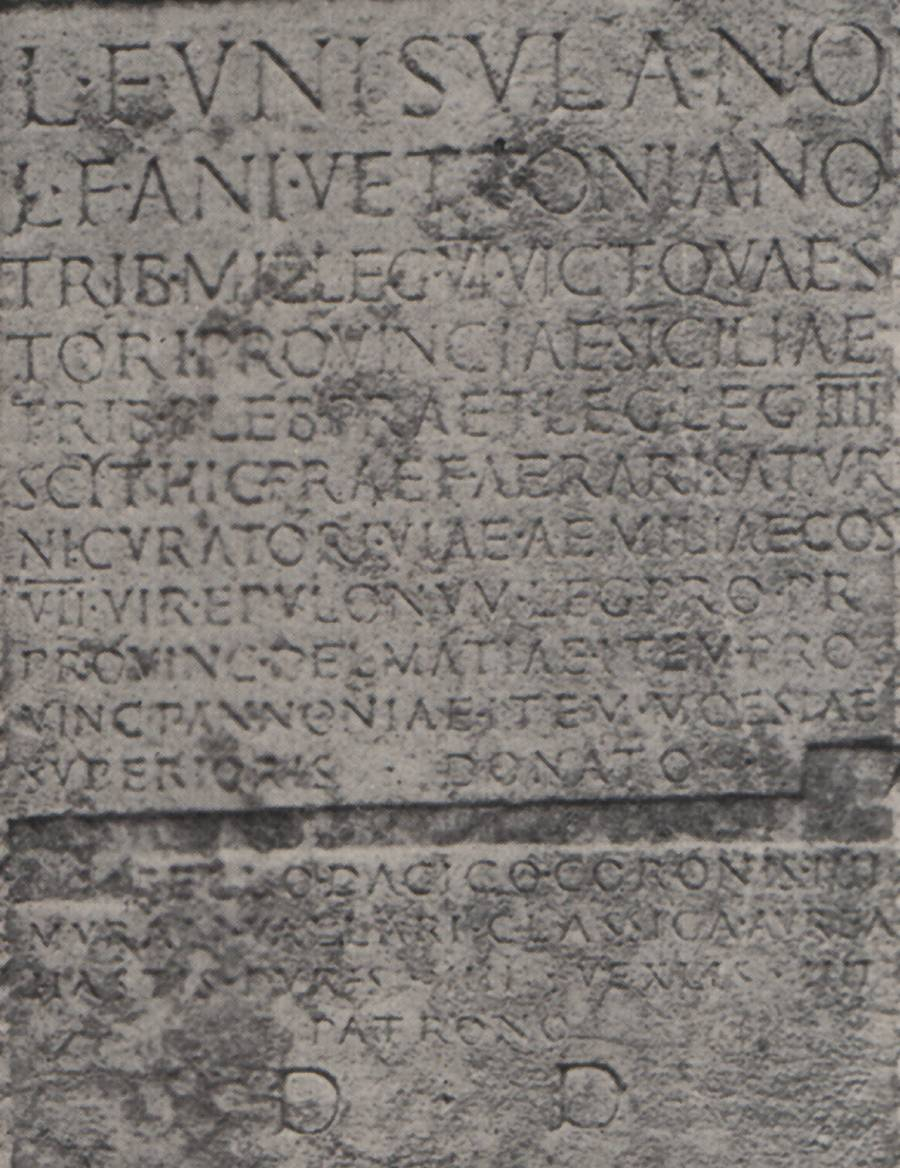
Die Inschrift

Lucius Funisulanus Vettonianus (vollständige Namensform Lucius Funisulanus Luci filius Aniensis Vettonianus) († ca. 98) war ein römischer Politiker und Senator im 1. Jahrhundert n. Chr.
Vettonianus’ Laufbahn ist durch zwei Inschriften gut überliefert. Er diente zunächst als Militärtribun in der Legio VI Victrix. Danach folgte die Quästur in der römischen Provinz Sicilia (Sizilien). Nach Rom zurückgekehrt, erlangte er die Ämter des Volkstribun und des Prätors. Im Anschluss wurde er Kommandeur (Legatus legionis) der Legio IIII Scythica, mit der er im Jahr 62 am Armenienfeldzug unter den Befehl des Lucius Iunius Caesennius Paetus teilnahm. Danach wurde er Präfekt des aerarium Saturni. Ferner war er Curator der via Aemilia und Curator aequarum. Um 78 gelangte Vettonianus zum Suffektkonsulat. Es folgten Statthalterschaften als legatus Augusti pro praetore auf dem Balkan (Dalmatia [Dalmatien] ca. 80/83, Pannonia [Pannonien] etwa 84/85, Moesia superior [Obermösien] ca. 85/86). Von Kaiser Domitian bekam er für seine Erfolge gegen die Daker unter Decebalus hohe Auszeichnungen. Schließlich gelangte er um 90 zum Prokonsulat der Provinz Africa. Außerdem war er sodalis Augustalis (Kaiserpriester) und septemvir epulonum.
Vettonianus’ Grabmal lag an der via Latina. Sein Sohn wird Titus Pomponius Mamilianus Rufus Antistianus Funisulanus Vettonianus, Konsul im Jahr 100, gewesen sein. Funisulana Vettulla, die Gattin des Gaius Tettius Africanus (praefectus Aegypti im Jahr 82), war wohl seine Tochter.